# گورامی کوتوله
گورامی کوتوله یا گورامی دارف (Trichogaster lalius) گونه‌ای ازماهی گورامی بومی جنوب آسیا است.

## پراکندگی و زیستگاه
گورامی کوتوله بومی پاکستان، هند و بنگلادش است. با این‌حال، به‌طور گسترده در خارج از محدودهٔ بومی خود نیز توزیع شده‌است. در آب‌های با حرکت آهستهٔ نهرها، برکه‌ها و دریاچه‌ها زندگی می‌کند و در مناطقی با پوشش گیاهی فراوان یافت می‌شود.

## ظاهر و آناتومی
طول این گونه می‌تواند به ۸٫۸ سانتی‌متر برسد. گورامی‌های کوتولهٔ نر در طبیعت دارای نوارهای مورب متناوب به رنگ‌های آبی و قرمز هستند. ماده‌ها رنگ نقره‌ای دارند. علاوه بر تفاوت رنگ، جنسیت را می‌توان با بالهٔ پشتی تعیین کرد. بالهٔ پشتی نر نوک تیز است، در حالی که بالهٔ پشتی ماده گِرد یا خمیده‌است. آن‌ها سلول‌های حساس به لمس را روی باله‌های لگنی نخ-مانند خود حمل می‌کنند.
مانند ماهی کمانگیر، گورامی کوتوله می‌تواند جریان آب را از دهان خود برای شکار طعمه در بالای سطح، تا حداکثر فاصلهٔ ۵ سانتی‌متری بیرون بیاورد.

## رابطه با انسان

### به‌عنوان غذا
پیش از این‌که گورامی کوتوله به تجارت آکواریوم معرفی شود، همراه با گورامی پوست ماری یک ماهی خوراکی محبوب در محدودهٔ بومی خود بوده و اکنون نیز هست.

### در آکواریوم
| شرایط توصیه شده در آکواریوم | شرایط توصیه شده در آکواریوم |
| --------------------------- | --- |
| اندازهٔ مخزن                 | ۴۰ لیتر (۱۰ گالن) |
| دمای آب                     | ۲۲–۲۸ درجهٔ سانتی‌گراد |
| شوری آب                     | آب شیرین (نمک:۰) |
| خلق و خوی                   | صلح‌آمیز و به‌صورت سه‌تایی، با یک نر و دو ماده، یا در دسته‌هایی به یک نسبت زندگی می‌کنند. این ماهی در برابر تهاجم سایر گونه‌های گورامی آسیب‌پذیر است. |
| رژیم غذایی                  | همه‌چیزخوار |
| سختی آب                     | ۱۰–۲۰ dH |
| پی‌اچ                        | ۶–۸ |

بیشتر گورامی‌های کوتوله حدود چهار تا شش سال عمر می‌کنند. با مراقبت مناسب، آن‌ها می‌توانند طولانی‌تر زندگی کنند. گورامی‌های کوتوله عموماً ماهی‌های صلح‌آمیزی هستند. آن‌ها به مخزنی نیاز دارند که بتواند حداقل ده گالن را در خود جای دهد و معمولاً در حال شنا در نواحی میانی یا بالای آکواریوم یافت می‌شوند، زیرا گورامی‌ها از مازماهیان هستند و در صورت لزوم از اندام لابیرنت خود استفاده می‌کنند.
نگهداری گورامی‌های کوتوله با ماهی‌های بزرگ و تهاجمی مناسب نیست و ممکن است تا سرحد مرگ، مورد آزار و اذیت قرار گیرند. نرهای دیگر گونه‌های گورامی و همچنین ماهی جنگجوی سیامی نر ممکن است به گورامی‌های کوتوله حمله کند.
هنگامی‌که یک تانک حاوی گورامی کوتوله و شناگرانی مانند گوپی‌هایی است که سریع‌تر شنا می‌کنند، غذا باید در یک منطقهٔ گسترده‌تر ریخته شود تا گورامی کوتوله شانس بیشتری برای گرفتن غذا قبل از ماهی‌های دیگر داشته باشد، زیرا گورامی‌های کوتوله ماهی‌هایی ترسو هستند.
گورامی‌های کوتوله دمای نسبتاً بالایی را تحمل می‌کنند. دمای ۲۷ درجهٔ سانتی‌گراد به‌راحتی برای آن‌ها قابل تحمل است.
گورامی‌های کوتوله که برای تجارت آکواریوم در سنگاپور پرورش یافته‌اند ممکن است ناقل iridovirus گورامی کوتوله باشند. تحقیقات اخیر نشان داده‌است که ۲۲ درصد از گورامی‌های کوتولهٔ سنگاپور حامل این ویروس هستند.

### تغذیه

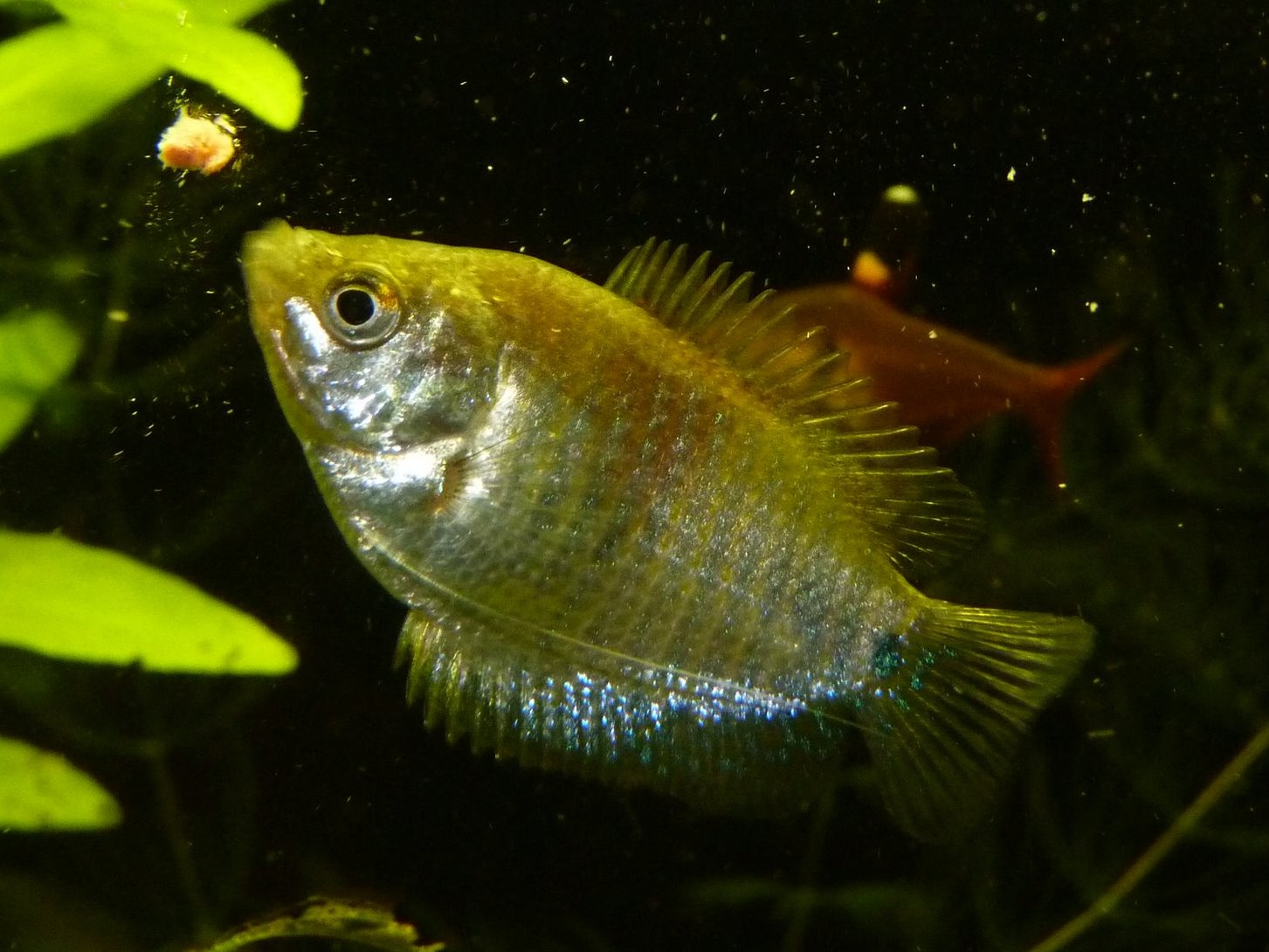
گورامی کوتولهٔ ماده در حال تغذیه از غذای تجاری ماهی

رژیم غذایی متنوع برای گورامی کوتوله که یک حیوان همه‌چیزخوار است که هم غذاهای مبتنی بر جلبک و هم غذاهای گوشتی را ترجیح می‌دهد بسیار مهم است. یک غذای پولکی مبتنی بر جلبک، همراه با کرم‌های خونی خشک شده، توبیفکس و آرتمیا، تغذیهٔ مناسبی برای این ماهی‌ها فراهم می‌کند.

### تولید مثل
ماهی نر یک لانهٔ حبابی شناور می‌سازد که در آن تخم‌ها گذاشته می‌شود. سطح آب برای تخم‌ریزی باید به ۷–۱۰ سانتیمتر (۳–۴ اینچ) کاهش یابد و دما باید تقریباً ۲۸–۳۰ درجهٔ سانتی‌گراد باشد. پوشش گیاهی ضروری است، زیرا نرها لانهٔ حبابی خود را با استفاده از مواد گیاهی می‌سازند، که آن‌ها را با حباب به هم متصل می‌کنند. لانه‌ها بسیار پیچیده و محکم هستند و عرض آن‌ها به چندین اینچ و عمق، به یک اینچ می‌رسد.
هنگامی‌که لانه ساخته شد، نر شروع به خواستگاری از ماده می‌کند و سعی می‌کند او را به لانه بکشاند و در آن‌جا به نمایش خواستگاری خود ادامه خواهد داد. اگر ماده، نر را بپذیرد شروع به شنای دایره‌ای با ماهی نر در زیر لانهٔ حبابی می‌کند. هنگامی که او آمادهٔ تخم‌ریزی است، با دهان خود، پشت یا دم ماهی نر را لمس می‌کند. با این علامت، نر، ماده را در آغوش می‌گیرد، ابتدا او را به پهلو و در نهایت به پشت می‌چرخاند. در این مرحله ماده تعدادی تخمک شفاف، آزاد می‌کند که بلافاصله توسط نر بارور و توسط نر جمع‌آوری شده و در لانه قرار می‌گیرند. هنگامی که تمام تخم‌ها در لانه محکم شدند، جفت دوباره تخم‌ریزی می‌کند. اگر بیش از یک ماده در مخزن پرورش وجود داشته باشد، نر ممکن است با همهٔ آن‌ها تخم‌ریزی کند. تخم‌ریزی به مدت دو تا چهار ساعت ادامه خواهد داشت و بین ۳۰۰ تا ۸۰۰ تخم تولید می‌شود. گورامی‌های کوتوله دارای قدرت باروری موفق حدود ۶۰۰ تخم هستند. پس از تکمیل تخم‌ریزی، نر یک لایهٔ ظریف از حباب‌ها را زیر تخم‌ها قرار می‌دهد و اطمینان می‌یابد که آنها در لانهٔ حبابی باقی می‌مانند. نر از تخم‌ها و نوزادان محافظت می‌کند. در عرض ۱۲ تا ۲۴ ساعت، بچه‌ها از تخم بیرون می‌آیند و در پناه لانهٔ حبابی به رشد خود ادامه می‌دهند.
پس از تخم‌ریزی، ماده باید به مخزن دیگری منتقل شود. اکنون نر تنها مسئولیت تخم‌ها را بر عهده می‌گیرد و به‌طور تهاجمی از لانه و قلمرو اطراف دفاع می‌کند. هنگامی‌که نوزادان برای نخستین بار از تخم بیرون می‌آیند، بچه‌های ریز باید با انفوزوئر تغذیه شوند و بعداً با آرتمیا و تکه‌های ریز آسیاب شده تغذیه شوند. قرص‌های خشک خرد شده نیز می‌تواند به بچه‌های بزرگ‌تر داده شود. پس از سه روز آن‌ها به اندازهٔ کافی رشد می‌کنند تا بتوانند آزادانه شنا کنند و لانه را ترک کنند. هنگامی که بچه ماهی دو تا سه روزه شد، نر نیز باید خارج شود وگرنه ممکن است بچه‌ها را بخورد.

### تنوع رنگی
پرورش‌دهندگان تنوع رنگی مختلفی از این ماهی ایجاد کرده‌اند که عمدتاً نسبت رنگ‌های قرمز و آبی در آن‌ها متفاوت است.

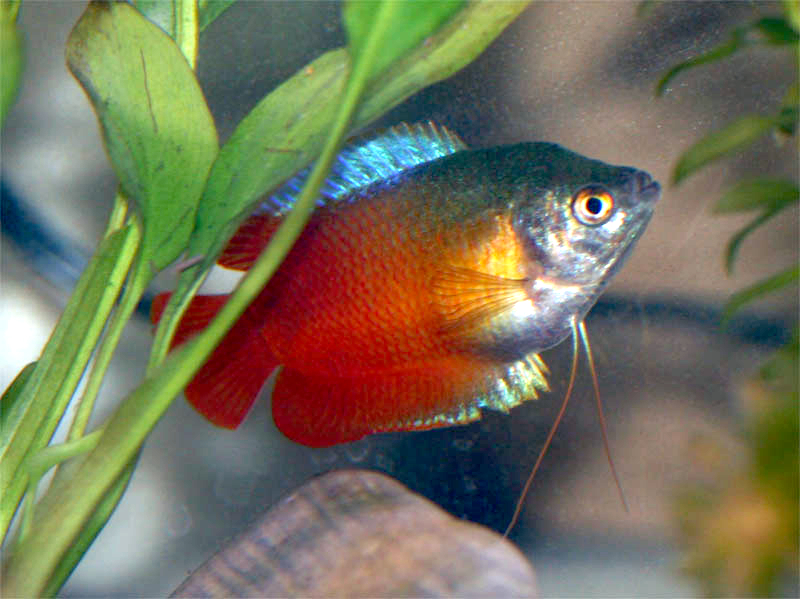
قرمز
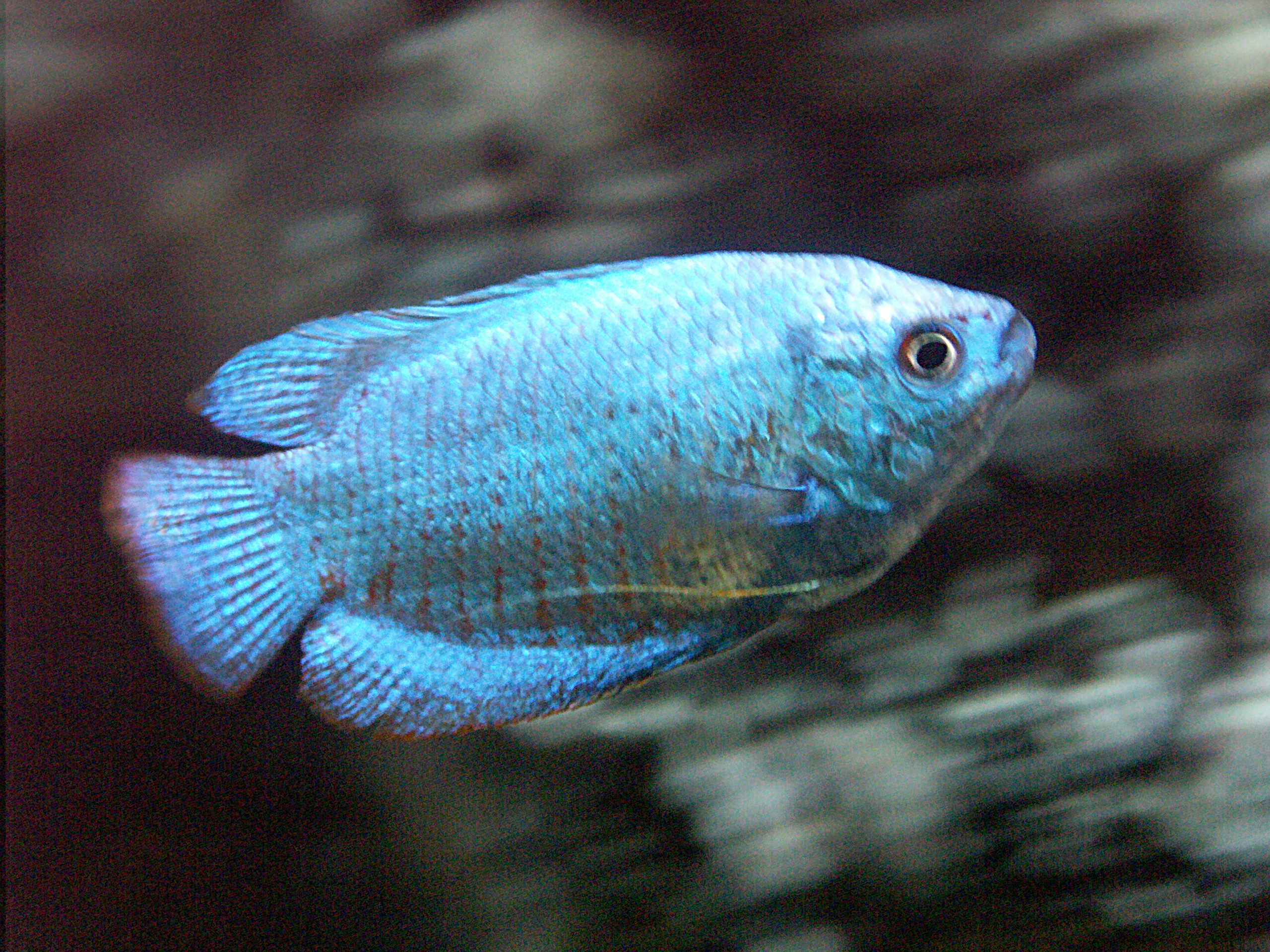
آبی
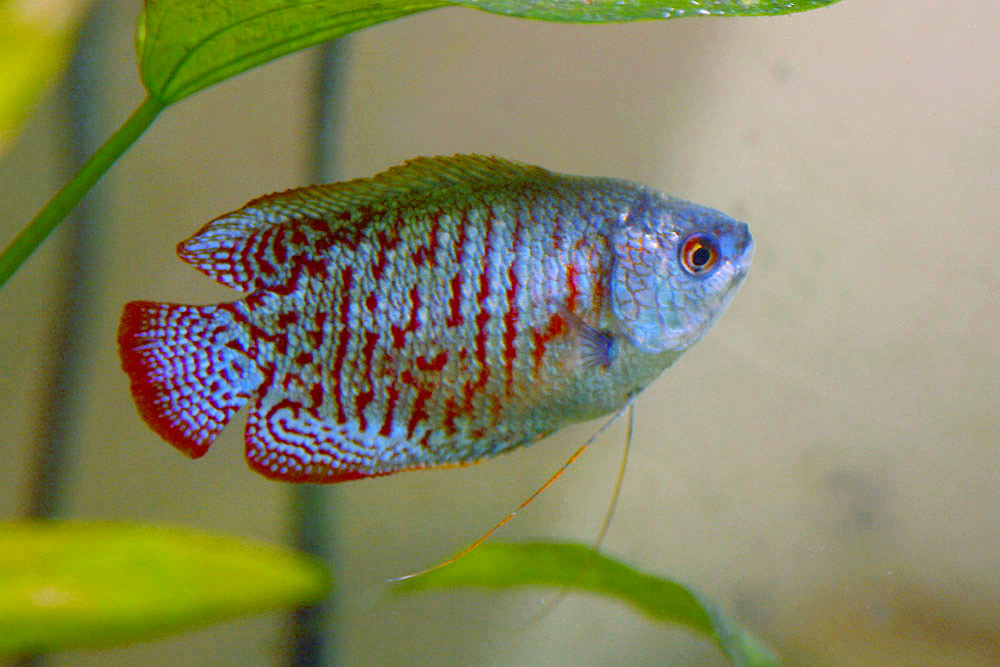
فیروزه‌ای / آبی نئون